# Конідія
Конідії — нерухомі спори у грибів. Вони належать до групи мітоспор, оскільки утворюються в результаті мітозу.

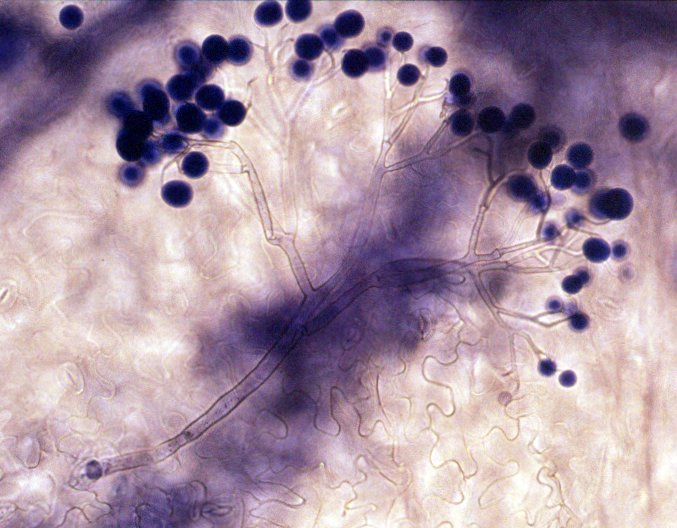
Конідієносець Hyaloperonospora parasitica з конідіями

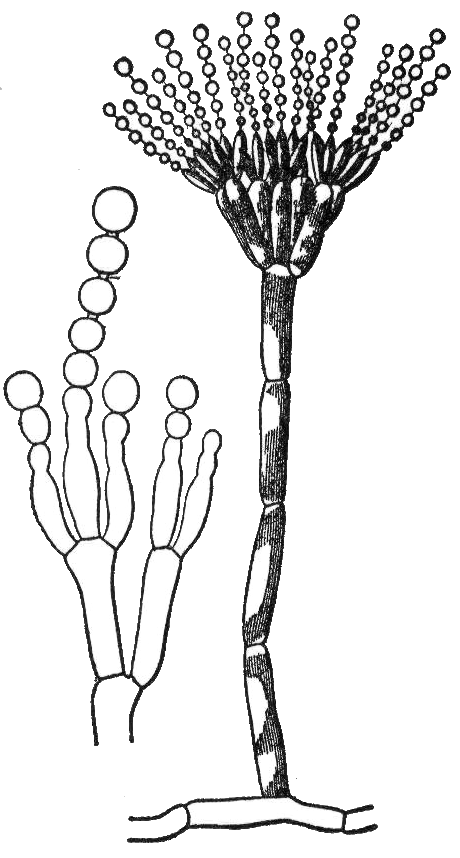
Конідії на конідієносцях

Конідії утворюються на кінцевих відгалуженнях спеціальних органів — конідієносців, від котрих вони екзогенно відмежовуються. Конідії бувають одно- та багатоклітинні, кулясті, нитчасті або серпоподібні, безбарвні або забарвлені і т. д. Форма конідієносців також найрізноманітніша, вона може бути різною навіть у близьких видів і часто використовується як діагностична ознака при класифікації грибів.
Конідієносці можуть виникати безпосередньо на грибниці або тісно згуртовуються, утворюючи своєрідні форми конідіального спороношення (коремії, ложа, пікніди та псевдопікніди).
Конідії характерні для сумчастих (наприклад, пеніцил), базидіальних (наприклад, іржасті гриби) та незавершених грибів.

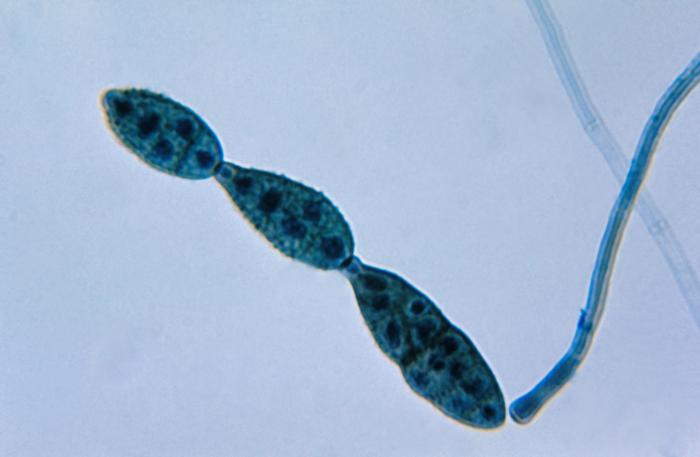
Ланцюжок конідій представника роду Alternaria (дейтероміцети)